# بوشان، مانش
بوشان (به فرانسوی: Beauchamps) یک کمون (فرانسه) در فرانسه است که در canton of La Haye-Pesnel واقع شده‌است. بوشان ۴٫۱۰ کیلومتر مربع مساحت دارد ۱۰۳ متر بالاتر از سطح دریا واقع شده‌است.